# Ställ er i kön
Ställ er i kön är en revy som framfördes på Folkan 1922 och som innehåller låten "Jazzgossen" där den framfördes av Karl Gerhard tillsammans med Eric Abrahamsson, Carl-Gunnar Wingård och Eric Gustafson, alla iförda storrutiga överrockar med skärp.